# Hoa hướng dương (toán học)

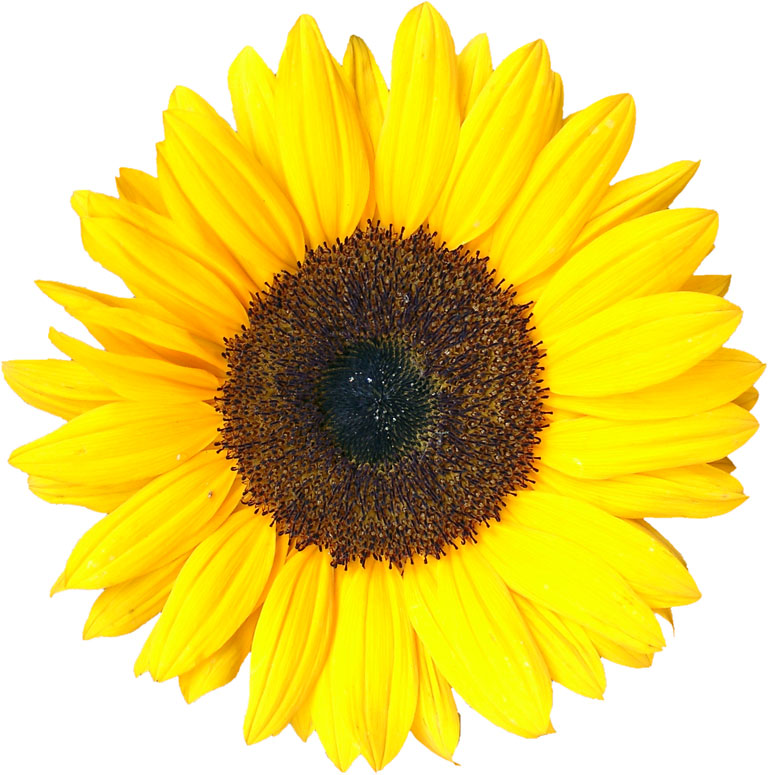
Một bông hoa hướng dương trong toán học có thể được mô tả bằng một bông hoa thật. Nhân của hoa ứng với phần màu nâu ở giữa (nhị và nhụy), và mỗi tập hợp ứng với hợp của một cánh hoa và nhân

Trong toán học, một hoa hướng dương (còn gọi là Δ-hệ) là một nhóm các tập hợp sao cho giao của hai tập hợp bất kì trong chúng là một tập hợp cố định, gọi là nhân.
Bổ đề Δ, bổ đề hoa hướng dương, và giả thuyết hoa hướng dương nêu các điều kiện đủ để một nhóm các tập hợp có chứa một hoa hướng dương.
Ban đầu khái niệm này được gọi là "hệ Δ". Về sau, thuật ngữ "hoa hướng dương", có thể được đưa ra bởi Deza & Frankl (1981), dần dần thay thế nó.

## Bổ đề Δ
Bổ đề Δ là một công cụ tổ hợp trong lý thuyết tập hợp. Một Δ-hệ, đặt là W, là một bộ các tập hợp sao cho giao của hai tập hợp bất kì trong chúng là như nhau. Nói cách khác, tồn tại tập hợp S gọi là nhân (có thể rỗng) sao cho với mọi A, B ∈ W với A ≠ B, A ∩ B = S.
Bổ đề Δ khẳng định rằng mọi bộ không đếm được các tập hợp hữu hạn đều chứa một Δ-hệ không đếm được.

## Bổ đề và giả thuyết hoa hướng dương
Bổ đề hoa hướng dương, chứng minh bởi Erdős & Rado (1960, tr. 86), là một hình thức lượng hóa bổ đề Δ. Bổ đề khẳng định rằng với mọi số nguyên dương a và b, mọi bộ gồm b!ab+1 tập hợp với lực lượng không quá b đều chứa một hoa hướng dương gồm a tập hợp. Vẫn chưa biết chặn trên chặt nhất thay vì b!ab+1 là gì. (Erdős & Rado 1960, tr. 86) giả thuyết rằng với mọi a cố định, đều tồn tại hằng số C=C(a) sao cho mọi bộ gồm Cb tập hợp với lực lượng không quá b đều chứa một hoa hướng dương gồm a tập hợp.